# Лекарственное (Крым)
Лека́рственное (до 1948 года Ага́ч-Эли́; укр. Лікарственне, крымскотат. Ağaç Eli, Агъач Эли) — село в Симферопольском районе Республики Крым. Село входит в состав Пожарского сельского поселения (согласно административно-территориальному делению Украины — Пожарского сельского совета Автономной Республики Крым).

## Население
| 2001 | 2014  |
| ---- | ----- |
| 1328 | ↘1241 |

Всеукраинская перепись 2001 года показала следующее распределение по носителям языка
| Язык             | Процент |
| ---------------- | ------- |
| русский          | 74,94   |
| украинский       | 13,48   |
| крымскотатарский | 8,51    |
| белорусский      | 1,51    |
| другие           | 0,38    |

### Динамика численности
| - 1805 год — 101 чел. - 1864 год — 61 чел. - 1887 год — 239 чел. - 1892 год — 126 чел. - 1926 год — 339 чел. | - 1939 год — 322 чел. - 1989 год — 1181 чел. - 2001 год — 1328 чел. - 2009 год — 787 чел. - 2014 год — 1241 чел. |

## Современное состояние
В Лекарственном 35 улиц и 1 переулок, площадь, занимаемая селом — 48,3 гектара, количество дворов — 247, в которых, по данным сельсовета на 2009 год, числилось 787 жителей (по данным Новосёловского сельсовета — 57 гектаров, 126 дворов и 600 жителей).

## География
Село Лекарственное расположено на западе района, в долине реки Западный Булганак в среднем течении, в низкой части Внешней гряды Крымских гор, у границы с Бахчисарайским районом, высота центра села над уровнем моря 109 м. Село лежит на 300 м южнее 13-го километра шоссе К011 Симферополь — Николаевка (по украинской классификации Т-0106), ближайшая железнодорожная станция Симферополь — примерно в 24 км (по шоссе). Соседние сёла: практически вплотную примыкающие с востока Водное и в 500 м на западе — Кольчугино.
Южнее села, на левом берегу реки Западный Булганак расположен заказник «Плачущая скала», созданный в 1989 году с общей площадью 21,7 га.

## История
Первое документальное упоминание села встречается в Камеральном Описании Крыма… 1784 года, судя по которому, в последний период Крымского ханства Агач Эли входило в Бахчисарайский кадылык Бахчисарайского каймаканства. После присоединения Крыма к России (8) 19 апреля 1783 года, (8) 19 февраля 1784 года, именным указом Екатерины II сенату, на территории бывшего Крымского Ханства была образована Таврическая область и деревня была приписана к Симферопольскому уезду. После Павловских реформ, с 1796 по 1802 год, входила в Акмечетский уезд Новороссийской губернии. По новому административному делению, после создания 8 (20) октября 1802 года Таврической губернии, Агач-Эли был включён в состав Актачинской волости Симферопольского уезда.

В Ведомости о всех селениях в Симферопольском уезде состоящих с показанием в которой волости сколько числом дворов и душ… от 9 октября 1805 года в Агач-Эли числилось 18 дворов и 100 жителей крымских татар и 1 цыган. На военно-топографической карте 1817 года обозначен Агач ели с 20 дворами. После реформы волостного деления 1829 года 
Агач Эль, согласно «Ведомости о казённых волостях Таврической губернии 1829 года», отнесли к Яшлавской волости (преобразованной из Актачинской). На карте 1836 года в деревне 31 двор, а на карте 1842 года Агач Эли обозначен, как крупная деревня, но количество дворов не указано.
В 1860-х годах, после земской реформы Александра II, деревню приписали к Сарабузской волости. В «Списке населённых мест Таврической губернии по сведениям 1864 года», составленном по результатам VIII ревизии 1864 года, Агач-Эли — владельческая татарская деревня, с 14 дворами, 61 жителем, мечетью и водяной мельницей при реке Булганаке (на трёхверстовой карте 1865—1876 года в деревне Агач-Эли 30 дворов). В «Памятной книге Таврической губернии 1889 года», по результатам Х ревизии 1887 года, записан Агач-Эли с 42 дворами и 239 жителями.
После земской реформы 1890-х годов деревню передали в состав новой Булганакской волости. По «…Памятной книжке Таврической губернии на 1892 год» в деревне Агач-Эли, входившей Эскендерское сельское общество, числилось 126 жителей в 21 домохозяйстве. На подробной карте 1892 года в деревне 30 дворов с татарским населением. По «…Памятной книжке Таврической губернии на 1902 год» в волости числилась деревня Агач-Эли, без указания числа жителей и домохозяйств, а также принадлежности к сельским обществам. По Статистическому справочнику Таврической губернии. Ч.II-я. Статистический очерк, выпуск шестой Симферопольский уезд, 1915 год, в деревне Агач-Эли Булганакской волости Симферопольского уезда числилось 53 двора (без указания населения), жители владели 27 десятинами удобной земли.
После установления в Крыму Советской власти, по постановлению Крымревкома от 8 января 1921 года была упразднена волостная система и село включили в состав вновь созданного Подгородне-Петровского района Симферопольского уезда, а в 1922 году уезды получили название округов. 11 октября 1923 года, согласно постановлению ВЦИК, в административное деление Крымской АССР были внесены изменения, в результате которых был ликвидирован Подгородне-Петровский район и образован Симферопольский и село включили в его состав. Согласно Списку населённых пунктов Крымской АССР по Всесоюзной переписи 17 декабря 1926 года, в селе Агач Эли, Булганакского сельсовета Симферопольского района, числилось 88 дворов, из них 79 крестьянских, население составляло 339 человек, из них 282 крымских татарина, 29 русских, 17 немцев, 7 украинцев, 2 белоруса, 2 еврея, действовала татарская школа. По данным всесоюзной переписи населения 1939 года в селе проживало 322 человека.
В 1944 году, после освобождения Крыма от фашистов, согласно
Постановлению ГКО № 5859 от 11 мая 1944 года, 18 мая крымские татары были депортированы в Среднюю Азию. 12 августа 1944 года было принято постановление № ГОКО-6372с «О переселении колхозников в районы Крыма» и в сентябре 1944 года в район приехали первые новосёлы (214 семей) из Винницкой области, а в начале 1950-х годов последовала вторая волна переселенцев из различных областей Украины. С 25 июня 1946 года Агач-Эли в составе Крымской области РСФСР Указом Президиума Верховного Совета РСФСР от 18 мая 1948 года Агач-Эли переименовали в Заветное. 26 апреля 1954 года Крымская область была передана из состава РСФСР в состав УССР. Время включения в состав Водновского сельсовета пока не установлено: на 15 июня 1960 года село уже числилось в его составе.
Указом Президиума Верховного Совета УССР «Об укрупнении сельских районов Крымской области», от 30 декабря 1962 года Симферопольский район был упразднён и село присоединили к Бахчисарайскому. Видимо, тогда же, во избежание дублирования с уже имеющимся в Бахчисарайском районе Заветным, село было переименовано в Лекарственное (согласно справочнику «Крымская область. Административно-территориальное деление на 1 января 1968 года» — в период с 1954 по 1968 год).
1 января 1965 года, указом Президиума ВС УССР «О внесении изменений в административное районирование УССР — по Крымской области», вновь включили в состав Симферопольского.
До 1977 года село входило в Водновский сельсовет, а с переносом центра совета, в период с 1 января по 1 июня 1977 года, в Пожарское — подчинено Пожарскому сельсовету. По данным переписи 1989 года в селе проживал 1181 человек. С 12 февраля 1991 года село в восстановленной Крымской АССР, 26 февраля 1992 года переименованной в Автономную Республику Крым. С 21 марта 2014 года в составе Крыма аннексировано Россией.